# ベン・ケーシー
『ベン・ケーシー』（Ben Casey）は、1961年から1966年まで放送されたアメリカのテレビドラマ。総合病院の脳神経外科に勤務する青年医師ベン・ケーシーを主人公に、病院内での医者と患者との交流を通じて医師としての成長を描き、当時高い評価を得たメディカルドラマである。

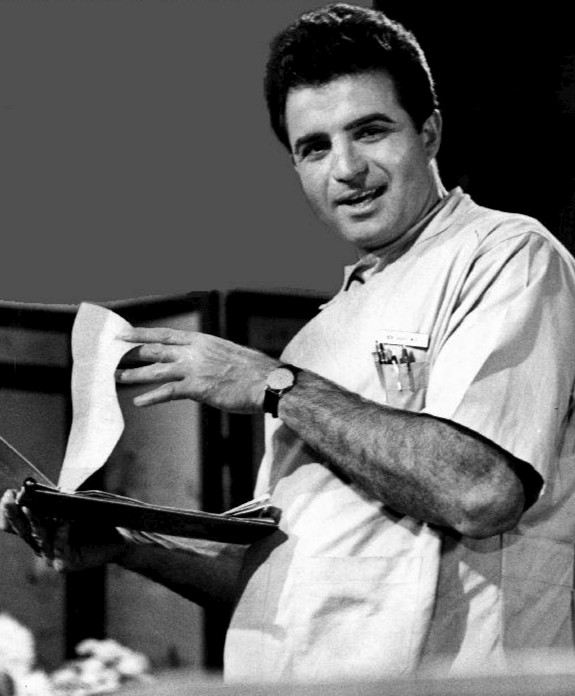
ベン・ケーシー(ヴィンセント・エドワーズ)(1963)

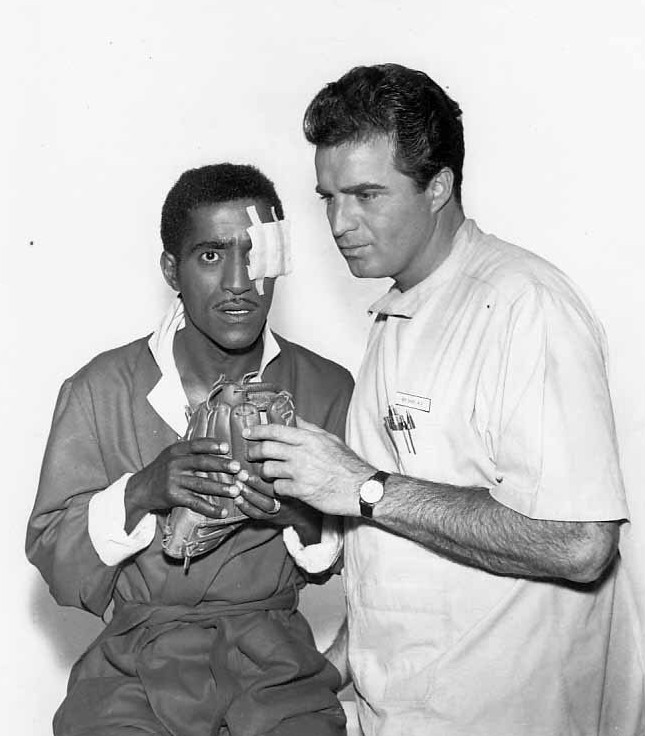
ヴィンセント・エドワーズとゲスト出演のサミー・デービス・ジュニア(左) (1963)

## 概要
1961年初頭にジョン・F・ケネディ大統領政権誕生と同時に就任した連邦通信委員会委員長ニュートン・ミノーが、「アメリカのテレビは一望の荒野である」と述べて、西部劇などの暴力番組の低俗さに警鐘を鳴らした。そのため同年秋の新シーズンを迎えて、アメリカ3大ネットワークとも従来の西部劇や刑事ものなどを減らして社会性の高いテーマでの新番組を模索し、医者や弁護士を主人公とするドラマを製作した。CBSが『弁護士プレストン』、NBCが『ドクター・キルデア』、そしてABCがこの『ベン・ケーシー』である。仕事一筋で妥協を嫌い、正義感にあふれる若き脳神経外科医の活躍を描くドラマは、全く同時にスタートした『ドクター・キルディア』と合わせて、当時のテレビのメディカルドラマの双璧とされた。

## 放送
1961年10月2日から1966年3月21日まで、アメリカ・ABCで1話60分、全153話が放送された。日本でも1962年5月4日から1964年9月25日までTBS系列で放送されて、最高テレビ視聴率が50%を超えて大ヒットした海外ドラマである。オープニングのテーマ曲 (後述エピソード参照) とともに、「♂　♀　✳　†　∞」（「男、女、誕生、死亡、そして無限」と吹き替え）という、語りながら黒板にチョークで書く場面は有名である。
日本において第1回放送(1962.5.4)は視聴率16.4％だったが重厚な内容が人気を呼び、やがて第5回放送(1962.6.1)で30.9％に上り、その後視聴率は毎週40％前後で推移、第37回放送(1963.1.11)では、50.6％の最高視聴率（ビデオリサーチ・関東地区調べ）を記録している。この数字は2017年現在でも日本で放映された海外ドラマの視聴率ナンバー1である。

## 製作・スタッフ
- 製作: アンジェラス-クロスビー・プロダクション
- 監督: シドニー・ポラック、アーヴィング・ラーナー、他
- テーマ曲作者: デイヴィッド・ラクシン

## キャスト
- ベン・ケーシー: ヴィンセント・エドワーズ
- マギー・グラハム: ベティ・アッカーマン
- デビッド・ゾーバ: サム・ジャッフェ
- テッド・ホフマン: ハリー・ランダーズ
- ミス・ウィルス: ジーン・ベーツ
- ダニエル・ニルス・フリーランド: フランチョット・トーン
- ジェーン・ハンコック: ステラ・スティーヴンス

### 日本語吹替の声の出演
- ベン・ケーシー: 滝田裕介
- マギー・グラハム: 初井言榮,木村俊恵
- ゾーバ博士: 宮口精二、湊俊一
- テッド・ホフマン: 穂積隆信、村越伊知郎
- タイトルコールナレーション:小林清志

## 日本語版制作スタッフ
- 演出 - 村上瑛二郎[7]、甘利和子[7]
- 吹替翻訳 - 進藤光太[8]（映画翻訳家協会所属）

## 主題歌
アメリカでの放送時は主題歌はなかったが、日本では独自の主題歌が作られた。
- 『ベン・ケーシー』（キングレコード）
  - 作詞：田上みどり、作曲・編曲：宮川泰、歌：鹿内タカシ

## エピソード
- 主人公ベン・ケーシーを演じたヴィンセント・エドワーズは、このドラマで後半のシリーズで演出も担当している。50年代のB級映画の主演もあったが、この「ベン・ケーシー 」のみでスターとなった。しかし、その後はベン・ケーシーのイメージが強すぎて振るわず、ライバル番組だった「ドクター・キルデア」のリチャード・チェンバレンほど俳優としての実績はなく、1996年に死去している。
- ドラマの中でベン・ケーシーの上司のゾーバ博士を演じるサム・ジャッフェは映画「ガンガ・ディン」、「失はれた地平線」や「ベン・ハー」などに多数出演する個性派俳優であり、またベン・ケーシーの恋人役マギー医師を演じるベティ・アッカーマンとはこの番組製作時から夫婦であった。1959年にジャッフェが65歳の時に年の差33歳で親子ほどの年齢差で結婚して当時話題になった。その後も20年以上寄り添い、1984年ジャッフェが93歳で亡くなるまで夫婦であった。
- 「ベン・ケーシー」の番組冒頭の板書きは印象に残るが、もう一つ忘れられないのはテーマ曲。病院の廊下をあわただしく移動するベッドの患者の目に映る廊下の天井の映像とともにこのデイヴィッド・ラクシン作曲のテーマ曲の躍動感は記憶に残るものである。そしてNHK総合テレビで放送されている『総合診療医ドクターG』で使われている曲こそ、この「ベン・ケーシー」のテーマ曲である。かつてNTVで放送されていた『カックラキン大放送!!』のコントコーナー「堺先生のドクター記録」のオープニングにも使われている。
- 「ベン・ケーシー」は最初NETが購入に積極的であったが、値段で折り合えず、そこで輸入業者がTBSに持ち込んだが、ここでも話が地味であるとして消極的であった。するとNTVが急遽4月から放送するとして話が一旦は決まったが、契約の段になって「放送は5月第3週から」と局から説明を受けて、それではアメリカABCに4月中に支払う約束の代金が間に合わないとして再びご破算となった。そうこうするうちにTBSで金曜日夜に放送していた「マンハッタン・スキャンダル」の後番組を探していたスポンサーの三洋電機が選考に上っていた「ハワイアン・アイ」が当時人気番組であった「サンセット77」と類似していて躊躇する状況で、それでは「ベン・ケーシー」を再度検討することとなり、迷った編成部長が百円玉を投げてコインの裏表で決めることとなり、結果は「ベン・ケーシー」を放送することになった[10]。「ベン・ケーシー」を取れなかったNETはその後「ドクター・キルデア」を購入し10月から放送したが視聴率はもう一つであった。またTBSが断念した「ハワイアン・アイ」もNETが購入して翌年放送している。
- 外科医や歯科医など外科系の医師が着用している短いセパレート型の診療衣は『ケーシー』と呼ばれているが、これはこのドラマでベン・ケーシー（ヴィンセント・エドワーズ）が着ていた白衣をベン・ケーシー型白衣というようになったことに由来する。なお、ケーシー型の白衣は、中世の理容師の制服が起源といわれている。コメディアンのケーシー高峰[11]が着用した。
- 三洋電機の一社提供[12]。